# 굴팍시

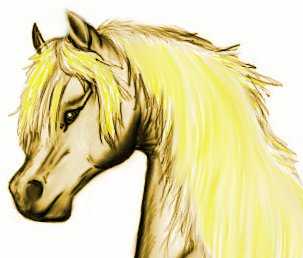
굴팍시.

굴팍시(Gullfaxi : 황금갈기)는 북유럽 신화에 나오는 말이다. 거인족 흐룽그니르가 소유하고 있었으나 토르가 그를 물리친 후 그의 시체에 깔려서 움직이지 못할 때 토르의 아들 마그니가 괴력으로 흐룽그니르의 시체를 던져버린 것을 기뻐하여 토르가 마그니에게 주었다. 오딘의 말 슬레이프니르에 비견하는 명마라고 일컬어진다.